# Erythrodiplax justiniana
Erythrodiplax justiniana is een libellensoort uit de familie van de korenbouten (Libellulidae), onderorde echte libellen (Anisoptera).
De wetenschappelijke naam Erythrodiplax justiniana is voor het eerst geldig gepubliceerd in 1857 door Selys in Sagra.